# Tsunenobu Ishida
Pour les articles homonymes, voir Ishida.
Tsunenobu Ishida (石田 恒信, Ishida Tsunenobu), né le 8 juin 1905 dans la préfecture d'Osaka et mort le 18 février 1991 à Manille, est un nageur japonais. Il participe aux Jeux olympiques d'été de 1924.

## Biographie
Durant ses études au lycée Ibaraki, il est engagé dans les championnats nationaux de natation. En 1920, il remporte les 100 mètres dos (1 min 40 s 60) et 200 mètres brasse (3 min 37 s). L'année suivante, il triomphe encore sur ces mêmes distances : 100 mètres dos (1 min 26 s 60) et 200 mètres brasse (3 min 11 s 60). En 1923, il s'impose à nouveau sur le 200 mètres brasse. Il fait alors partie de l'équipe japonaise lors des Jeux de l'Extrême-Orient 1923 où il remporte le 200 mètres brasse (3 min 10 s 20).
Alors qu'il est devenu étudiant à l'Université Kwansei gakuin, il est sélectionné pour participer aux Jeux olympiques d'été de 1924, sur ses distances préférées.
Sur le 100 mètres dos, il est éliminé dès les séries, terminant 4e de sa course en 1 min 26 s. De même, sur le 200 mètres brasse masculin, avec un temps de 3 min 9 s 20, il termine 4e de sa série et n'est pas qualifié pour les demi-finales.
À l'issue de ses études, il rejoint l'Hanshin Electric Railway, avant de diriger le stade Kōshien qui appartient à cette entreprise.